# Guineaturako
Guineaturako (Tauraco persa) är en fågel i familjen turakor inom ordningen turakofåglar.

## Utseende och läte
Guineaturakon är en relativt liten och grön turako med röd näbb. Jämfört med liknande arter i sitt utbredningsområde har den mörkare blålila på vingar och stjärt. Lätet består av en skrovlig serie med upp till 15 kraxande ljud som växer i ljudstyrka.

## Utbredning och systematik
Guineaturako delas in i tre underarter med följande utbredning:
- T. p. buffoni – förekommer från Senegal och Gambia till Liberia
- persa-gruppen
  - T. p. persa – förekommer från Elfenbenskusten till Ghana och Kamerun
  - T. p. zenkeri – förekommer i södra Kamerun, Gabon, norra Angola, Kongo och nordvästra Kongo-Kinshasa

## Status
Arten har ett stort utbredningsområde och beståndet anses stabilt. Internationella naturvårdsunionen IUCN listar den därför som livskraftig (LC).